# جولی دو پاژ
ژولی دو پاژ (فرانسوی: Julie du Page‎؛ زادهٔ ۶ اکتبر ۱۹۷۳) یک هنرپیشه اهل فرانسه است.